# エリック・モングレイン
エリック・モングレイン（仏: Erik Mongrain、1980年4月12日 - ）は、カナダ・モントリオール出身の作曲家・ギタリスト。ラップタッピング奏法で有名。自らYouTubeに動画を投稿し、自身のウェブサイト上でファーストアルバム『Fates』をリリース（ダウンロード販売）するなどインターネットを積極的に活用するアーティストである。

## 人物背景
モングレインは14歳から独学でギターを始めた。少年であった彼はスポーツに熱中していたが、徐々にギターに対する興味を覚え、耳で聞きながらギターを習得していった。エレクトリックギターを使用していたが、ヨハン・ゼバスティアン・バッハの作品を聞いた後にクラシック・ギターやアコースティック・ギターへ傾倒していった。楽譜の読み方も独学で習得し、作曲を始めた。
当初はメタリカ、ジミ・ヘンドリックス、カート・コバーンの作品の影響を受けていた。18歳のときに、カナダのフィンガースタイル・ギタリストであるドン・ロスの作品を耳にし、「僕は新たな発見をした。ついに自分の居場所をみつけたんだ。」と語っている。
その後モングレインは希有なテクニックを持つアメリカのギタリスト、マイケル・ヘッジスの影響を強く受け、ギターをひざの上に水平に寝かせて両手の指で叩く『ラップタッピング』を試し始めた。
2001年5月18日付けのスペインのエル・パイス紙ではグラナダで路上ライブを行うモングレインが紹介されている。
グラナダを訪れる人々は（中略）なかなか上手い、時には素晴らしいミュージシャンに出会う。彼らはグラナダの街を純粋に心地よい場所に変える存在である。（中略）エリック・モングレイン、21歳もその一人である。通訳として働くこの若者は、伝統的な手法ではなく、キーボードのようにアコースティック・ギターを膝の上に置いて演奏するのである。（中略）タッピングと呼ばれるこの奏法を発見する以前は、独学でクラシック・ギターを学んだそうだ。

## 最近の活動
モングレインはアメリカ、カナダ、イギリスなどでライブを行っている。もともと路上ライブから活動を始めたため、コンサートやテレビに出演する一方、2006年現在もまだ路上や地下鉄構内のライブを行っている。
ランス・トランブルが始めたエベレスト・ピース・プロジェクト（異なる信仰や文化を持つ人間が協力しあってエベレスト登頂をめざす平和運動を兼ねた登山活動）のドキュメンタリー映画のサウンドトラックにモングレインの音楽が使用されている。
北米で最大のフランス語新聞、モンレアル紙 (Le Journal de Montréal)の取材を受けたり、2006年末にはギター製造会社ギルドのカタログ表紙を飾った。
2006年12月にフルアルバムとなる『Fates』を自身のウェブサイトで一曲ずつ購入・ダウンロードできるシリーズとしてリリースした。CDは2007年6月16日にリリース。
モングレインは2007年5月4日にNHK BS-2で放映された『世界音楽遺産』の収録でゴンチチの取材を受けた。独特の音響効果がある聖ヨセフ礼拝堂 (en:Saint Joseph's Oratory)やモントリオールの街中で撮影を行い、約20分の特集として放映された。
2007年の夏は、フランス、ベルギー、ドイツ、イギリスを中心にしたヨーロッパ・ツアーの準備に費やした。iVideosongsダウンロード用に『Equilibrium』など4曲のビデオ・クリップを撮影した。コンサートの合間に在住地のケベック州でステージに立っている。
同年12月には、NHKの番組での縁もあってか、横浜みなとみらいホールでのゴンチチのライブにゲストとして参加するため初来日を果たした。滞在中にライブハウスプリズン東京、タワーレコード新宿・渋谷店でもライブを行った。

## メディア
- Erik Mongrain - AirTap!
- Erik Mongrain - Fusions
- Erik Mongrain - Timeless
- Erik Mongrain - I Am Not
- Erik Mongrain - PercussienFa
- Erik Mongrain - The Silent Fool
- Erik Mongrain - A Ripple Effect